# Râul Valea Neagră, Santău
Râul Valea Neagră este un curs de apă, afluent al râului Santău. 

## Hărți
- Harta județului Satu Mare